# Menlove Ave.
Albums de John Lennon
Live in New York City
(1986) Imagine: John Lennon
(1988)

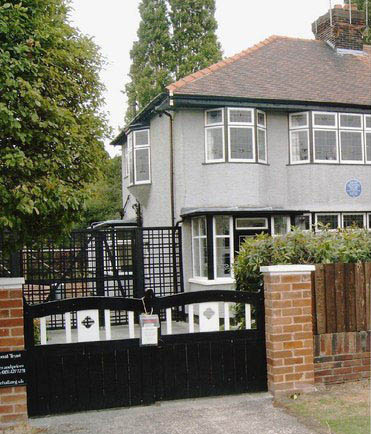
Mendips : La maison d'enfance de John Lennon.

Menlove Ave. est le second album à titre posthume de John Lennon, sorti en 1986. Il a été réalisé par sa veuve, Yoko Ono, et tient son nom de la rue sur laquelle était située sa maison d'enfance, surnommée « Mendips », au 251 Menlove Avenue à Liverpool. Les chansons sont principalement enregistrées pendant les séances des albums Rock 'n' Roll et Walls and Bridges.

## Historique
Les pistes 1, 3, 4 et 5 sont tirées des séances de travail de l'album Rock 'n' Roll produit par Phil Spector. Angel Baby et To Know Her Is To Love Her seront d'ailleurs rajoutées à la réédition de cet album en 2004, de même qu'une prise différente de Since My Baby Left Me. La pièce Rock 'n' Roll People, qui sera aussi distribuée aux stations de radio américaines par Capitol Records, sur les deux faces d'un single promotionnel, provient des séances d'enregistrement de l'album Mind Games. Cette chanson, composée en 1970, fut offerte à Johnny Winter qui l'inclura dans son septième album studio, John Dawson Winter III, sorti en 1974. Toutes les chansons de la face 2 proviennent des répétitions de l'album Walls and Bridges de 1974.
La pochette est d'Andy Warhol qui a effectué deux transformations d'une photo d'Iain MacMillan, un ami des Lennon, le même photographe responsable de la pochette de disque Abbey Road.

## Liste des chansons
Sauf mention contraire, les chansons sont de John Lennon :
Face 1
1. Here We Go Again (John Lennon/Phil Spector) – 4:50
2. Rock 'n' Roll People - 4:21
3. Angel Baby (en) (Rosie Hamlin (en)) - 3:42
4. Since My Baby Left Me (Arthur Crudup) - 3:48
5. To Know Her Is to Love Her (Phil Spector) - 4:37

Face 2
1. Steel and Glass - 4:10
2. Scared - 4:17
3. Old Dirt Road (John Lennon/Harry Nilsson) - 3:53
4. Nobody Loves You (When You're Down and Out) - 4:29
5. Bless You - 4:05

## Musiciens
- John Lennon : chant, guitare, piano (face 2), producteur (face 1, chanson 2 ; face 2)
- Jesse Ed Davis : guitare (face 2)
- Klaus Voormann : basse (face 2)
- Jim Keltner : batterie (face 2)
- Phil Spector : producteur (face 1, chansons 1, 3–5)

## Classement
| Classement (1975)      | Meilleure position |
| ---------------------- | ------------------ |
| États-Unis (Billboard) | 127                |